# Degrassi: Next Class (2.ª temporada)
A segunda temporada de Degrassi: Next Class estreou em 19 de julho de 2016 no Family Channel sob o bloco teen F2N no Canadá e começou a transmitir internacionalmente em 22 de julho de 2016 na Netflix. A temporada estreou na Austrália em 30 de maio de 2016 e foi concluída em 10 de junho de 2016. Esta temporada seguiu um grupo de estudantes do ensino médio e juniores da Degrassi Community School, uma escola fictícia em Toronto, Ontário, e descreve alguns dos problemas e desafios típicos comuns à vida de um adolescente. Esta temporada pegou onde o primeiro parou e retratou o segundo semestre do ano letivo. Continuou a contar as histórias de uma nova geração navegando no drama do ensino médio com histórias inovadoras como racismo, doença mental, fuga, sexo, protesto, autoflagelação, identidade sexual, doenças que ameaçam a vida e auto-imagem. Ele também continuou a direcionar a nova coorte de adolescentes pós-milenar conhecida
como Geração Z.

## Elenco

### Regulares da série
A segunda temporada tem dezenove atores que recebem o faturamento das estrelas, com dezenove deles retornando da temporada anterior.

- Amanda Arcuri como Lola Pacini (9 episódios)
- Amir Bageria como Baaz Nahir (6 episódios)
- Soma Bhatia como Goldi Nahir (7 episódios)
- Jamie Bloch como Yael Baron (5 episódios)
- Stefan Brogren como Archie "Snake" Simpson (2 episódios)
- Chelsea Clark como Esme Song (5 episódios)
- Reiya Downs como Shaylynn "Shay" Powers (9 episódios)
- Ana Golja como Zoe Rivas (9 episódios)
- Nikki Gould como Grace Cardinal (9 episódios)
- Ricardo Hoyos como Zigmund "Zig" Novak (9 episódios)
- Ehren Kassam como Jonah Haak (7 episódios)
- Andre Kim como Winston "Chewy" Chu (8 episódios)
- Lyle Lettau como Tristan Milligan (8 episódios)
- Spencer MacPherson como Hunter Hollingsworth (6 episódios)
- Eric Osborne como Miles Hollingsworth III (9 episódios)
- Dante Scott como Vijay Maraj (6 episódios)
- Amara como Maya Matlin (8 episódios)
- Sara Waisglass como Frankie Hollingsworth (9 episódios)
- Richard Walters como Deon "Tiny" Bell (9 episódios)

### Elenco de apoio

#### Ex-alunos
- Jamie Johnston como Peter Stone (4 episódios)[4][5]
- Raymond Ablack como Sav Bhandari (2 episódios)
- Shane Kippel como Spinner Mason (2 episódios)
- Charlotte Arnold como Holly J. Sinclair (1 episódio)
- Sarah Barrable-Tishauer como Liberty Van Zandt (1 episódio)
- Lauren Collins como Paige Michalchuk (1 episódio)
- Jake Epstein como Craig Manning (1 episódio)
- Miriam McDonald como Emma Nelson-Mason (1 episódio)
- Jacob Neayem como Mo Mashkour (1 episódio)
- Adamo Ruggiero como Marco Del Rossi (1 episódio)

#### Estudantes
- Clarissa Anson como Kara (4 episódios)

#### Pais e professores
- Stephanie Moore como a Sra. Diana Hollingsworth (5 episódios)
- Aisha Alfa como Ms. Grell (3 episódios)
- Michael Brown como Mr. Mitchell (3 episódios)
- Michael Kinney como o Sr. Darryl Armstrong (2 episódios)
- Elle Downs como Mrs. Powers (1 episódio)
- Sterling Jarvis como Mr. Powers (1 episódio)
- Cheri Maracle como Ms. Cardinal (1 episódio)
- Tom Melissis como o Sr. Dom Perino (1 episódio)

## Produção
Após o cancelamento das 14 temporadas de Degrassi no TeenNick, a Nickelodeon passou em campo para o Degrassi: Next Class. Esta reinicialização da série foi mais tarde captada pela Netflix e é considerada uma série independente para uma nova geração - uma nova encarnação. Esta temporada foi filmada junto com a 1ª temporada. O programa recebeu 20 episódios com os episódios sendo divididos em duas temporadas na Netflix e na Family. As filmagens para as duas temporadas começaram em junho de 2015 e foram encerradas no início de setembro do mesmo ano.
Esta temporada contou com o episódio 500 da franquia Degrassi, que por sua vez contou com uma reunião de ex-alunos com personagens de Degrassi: The Next Generation. As aparições confirmadas são Adamo Ruggiero como Marco Del Rossi, Miriam McDonald como Emma Nelson, Lauren Collins como Paige Michalchuk, Shane Kippel como Gavin "Spinner" Mason, e Sarah Barrable-Tishauer como Liberty Van Zandt. Vários outros também devem retornar. Aparecendo ao longo da temporada estará o ex-membro do elenco Jamie Johnston que interpretou Peter Stone das temporadas de cinco a dez de Degrassi: The Next Generation. Ele aparece pela primeira vez na estréia.
Em maio de 2016, a rede australiana ABC3 começou a lançar títulos e descrições de episódios para esta temporada, dois meses antes de sua estréia nos Estados Unidos e Canadá. Uma semana após a primeira temporada concluída na rede, ela começou a ser exibida nesta temporada em 30 de maio de 2016. Esta será a primeira vez na história da franquia Degrassi que uma temporada inteira será transmitida em um país estrangeiro antes de seu lançamento no Canadá e os EUA. A temporada terá a duração de 2 semanas na ABC3 e usará o formato  telenovela / novela  incorporado nas últimas temporadas de Degrassi.
No Canadá, a temporada estreou em 19 de julho de 2016, no bloco F2N do Family Channel. Ao contrário da temporada anterior, ele vai ao ar por 10 semanas e vai para terça-feira às 9:45 PM ET/PT. Além disso, devido à temporada de estreia antecipada na Austrália, a Family lançou a temporada inteira em 22 de julho de 2016, em seu aplicativo Family Channel, baseado em assinatura, juntamente com o lançamento da Netflix.

## Episódios
| N.º na série | N.º na temp. | Título                   | Dirigido por   | Escrito por                      | Lançamento                                 | Cód. de produção |
| --- | ------------ | ------------------------ | -------------- | -------------------------------- | ------------------------------------------ | ---------------- |
| 11 | 1            | "#SquadGoals"            | Stefan Brogren | Courtney Jane Walker             | 30 de maio de 2016 19 de julho de 2016     | 201              |
| 12 | 2            | "#TurntUp"               | Stefan Brogren | Courtney Jane Walker             | 31 de maio de 2016 26 de julho de 2016     | 202              |
| 13 | 3            | "#CheckYourPrivilege"    | Phil Earnshaw  | Cole Bastedo                     | 1 de junho de 2016 2 de agosto de 2016     | 203              |
| 14 | 4            | "#BuyMePizza"            | Phil Earnshaw  | Alejandro Alcoba & Ian MacIntyre | 2 de junho de 2016 9 de agosto de 2016     | 204              |
| 15 | 5            | "#ThrowBackThursday"     | Phil Earnshaw  | Matt Huether                     | 3 de junho de 2016 16 de agosto de 2016    | 205              |
| Nota: Este é o 500º episódio do Degrassi e apresenta vários astros convidados das temporadas anteriores de Degrassi: The Next Generation. Astros convidados incluem: Raymond Ablack como Sav Bhandari, Charlotte Arnold como Holly J. Sinclair, Sarah Barrable-Tishaur como Liberty Van Zandt, Lauren Collins como Paige Michalchuk, Jake Epstein como Craig Manning, Jamie Johnston como Peter Stone, Shane Kippel como Spinner Mason , Miriam McDonald como Emma Nelson-Mason e Jacob Neayem como Mo Mashkour. |              |                          |                |                                  |                                            |                  |
| 16 | 6            | "#ToMyFutureSelf"        | Phil Earnshaw  | Matt Huether                     | 6 de junho de 2016 23 de agosto de 2016    | 206              |
| 17 | 7            | "#ThatAwkwardMomentWhen" | Rt!            | Courtney Jane Walker             | 7 de junho de 2016 30 de agosto de 2016    | 207              |
| 18 | 8            | "#RiseAndGrind"          | Rt!            | Matt Huether                     | 8 de junho de 2016 6 de setembro de 2016   | 208              |
| 19 | 9            | "#TheseAreMyConfessions" | Rt!            | Sarah Glinski                    | 9 de junho de 2016 13 de setembro de 2016  | 209              |
| 20 | 10           | "#OMFG"                  | Rt!            | Sarah Glinski                    | 10 de junho de 2016 20 de setembro de 2016 | 210              |